# Quiberville-sur-Mer
Quiberville-sur-Mer (avant le 1er janvier 2024 : Quiberville) est une commune française située dans le département de la Seine-Maritime en région Normandie.

## Géographie

### Description

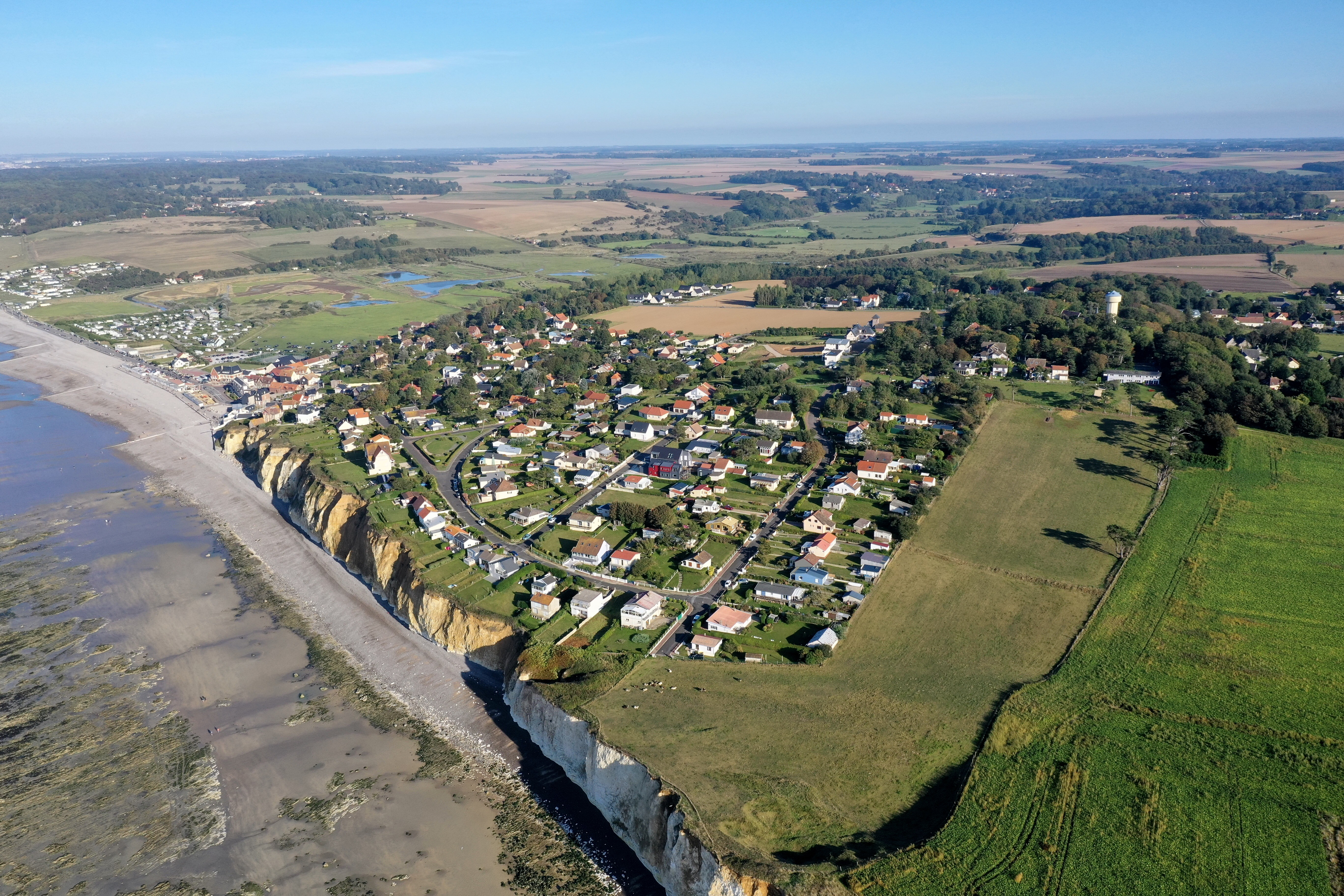
Quiberville-sur-Mer, 2019.

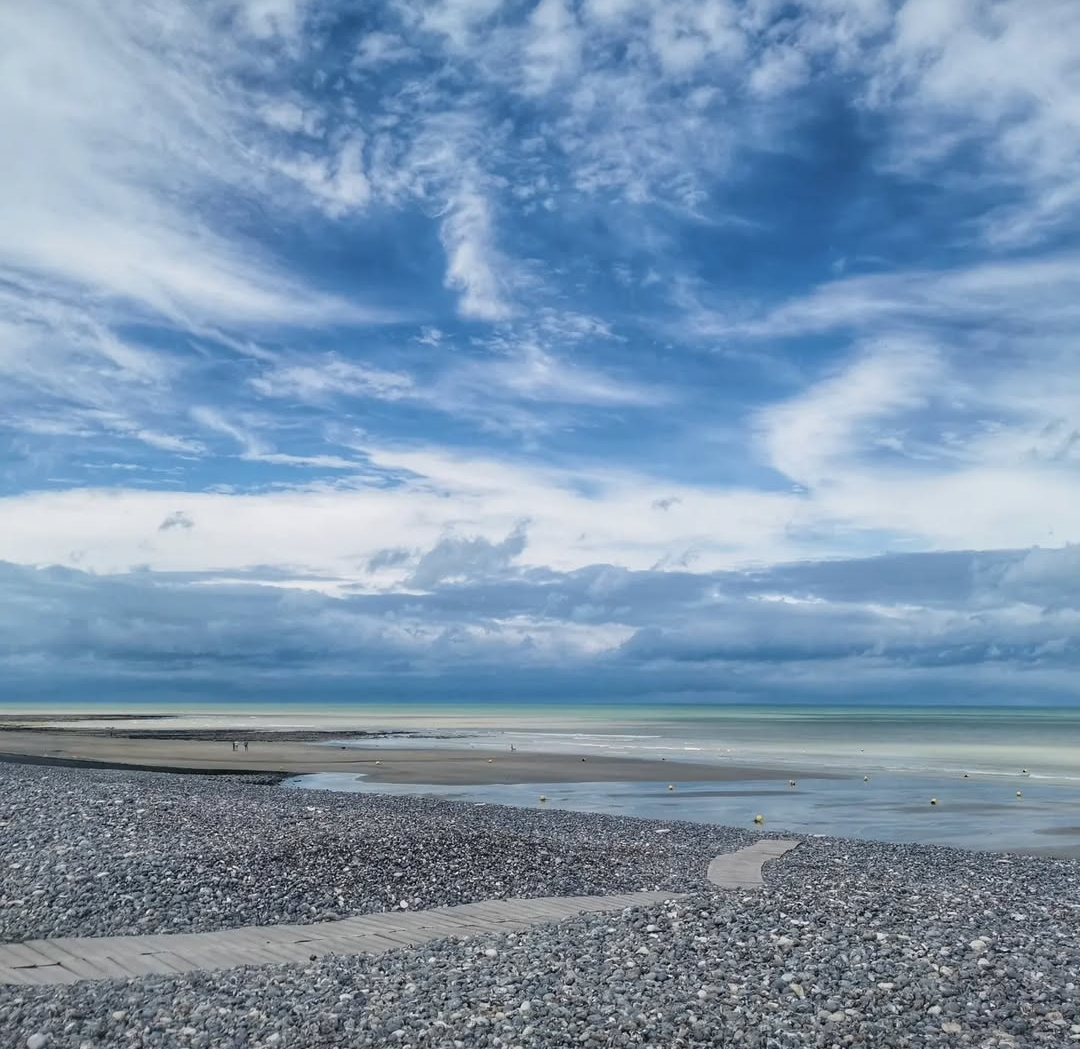
Plage de galets a Quiberville

Quiberville-sur-Mer est une commune littorale de la côte d'Albâtre, située sur l'estuaire de la Saâne, entre Saint-Aubin-sur-Mer et Sainte-Marguerite-sur-Mer.

### Hydrographie
La commune est située dans le bassin Seine-Normandie. Elle est drainée par la Saâne et le canal de la Vallée,,.
La Saâne, d'une longueur de 40 km, prend sa source dans la commune de Yerville et se jette dans la Manche en limite des communes de Sainte-Marguerite-sur-Mer et de Quiberville-sur-Mer, après avoir traversé 24 communes.

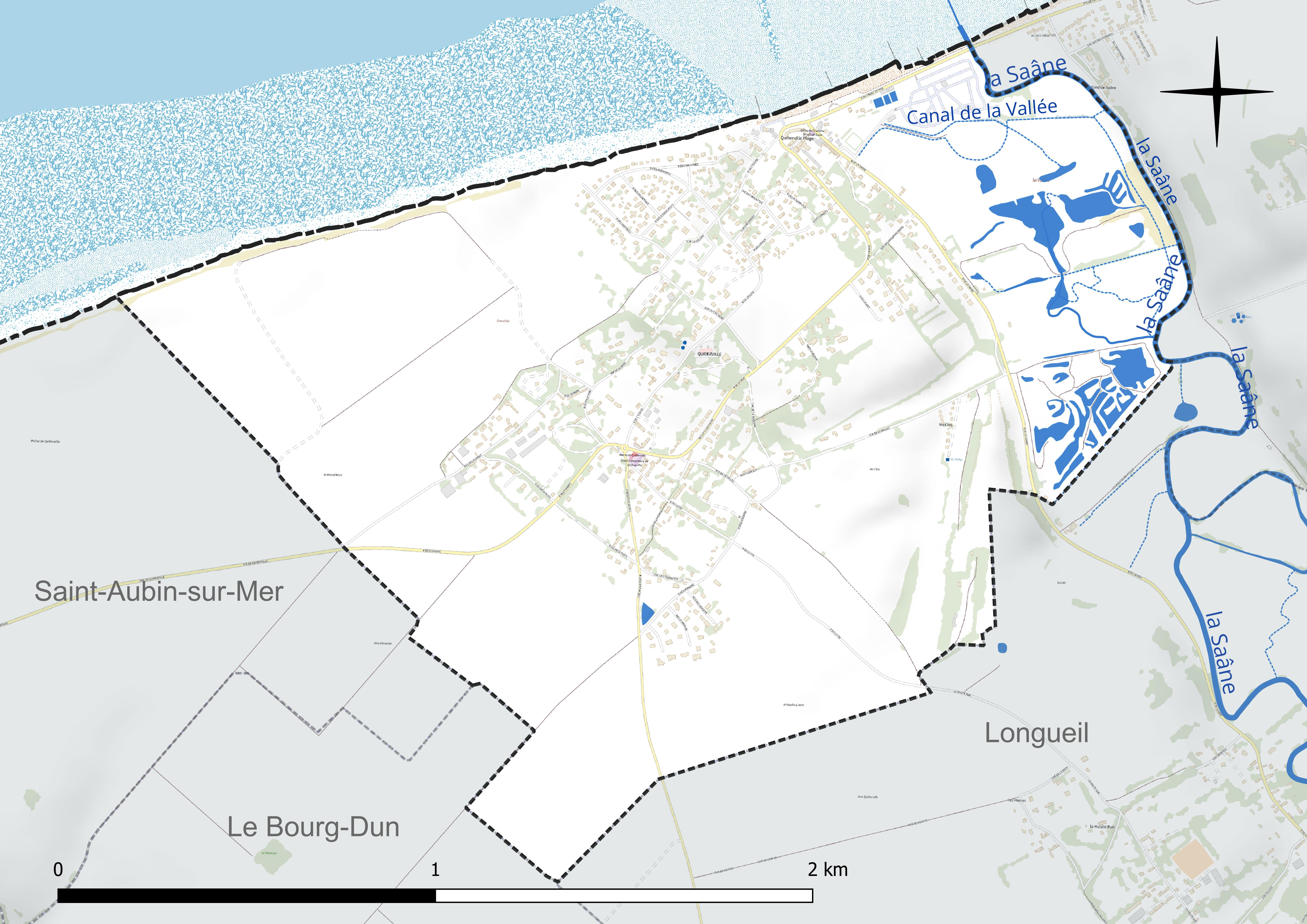
Réseau hydrographique de Quiberville-sur-Mer.

### Climat
Pour des articles plus généraux, voir Climat de la Normandie et Climat de la Seine-Maritime.
En 2010, le climat de la commune est de type climat océanique franc, selon une étude du CNRS s'appuyant sur une série de données couvrant la période 1971-2000. En 2020, Météo-France publie une typologie des climats de la France métropolitaine dans laquelle la commune est exposée à un climat océanique et est dans la région climatique Côtes de la Manche orientale, caractérisée par un faible ensoleillement (1 550 h/an) ; forte humidité de l’air (plus de 20 h/jour avec humidité relative > 80 % en hiver), vents forts fréquents. Parallèlement le GIEC normand, un groupe régional d’experts sur le climat, différencie quant à lui, dans une étude de 2020, trois grands types de climats pour la région Normandie, nuancés à une échelle plus fine par les facteurs géographiques locaux. La commune est, selon ce zonage, exposée à un « climat maritime », correspondant au Pays de Caux, frais, humide et pluvieux, légèrement plus frais que dans le Cotentin.
Pour la période 1971-2000, la température annuelle moyenne est de 10,8 °C, avec une amplitude thermique annuelle de 12,7 °C. Le cumul annuel moyen de précipitations est de 877 mm, avec 12,6 jours de précipitations en janvier et 8,6 jours en juillet. Pour la période 1991-2020, la température moyenne annuelle observée sur la station météorologique la plus proche, située sur la commune de Dieppe à 12 km à vol d'oiseau, est de 11,3 °C et le cumul annuel moyen de précipitations est de 805,2 mm,. Pour l'avenir, les paramètres climatiques de la commune estimés pour 2050 selon différents scénarios d'émission de gaz à effet de serre sont consultables sur un site dédié publié par Météo-France en novembre 2022.

## Urbanisme

### Typologie
Au 1er janvier 2024, Quiberville-sur-Mer est catégorisée commune rurale à habitat dispersé, selon la nouvelle grille communale de densité à sept niveaux définie par l'Insee en 2022.
Elle est située hors unité urbaine. Par ailleurs la commune fait partie de l'aire d'attraction de Dieppe, dont elle est une commune de la couronne,. Cette aire, qui regroupe 62 communes, est catégorisée dans les aires de 50 000 à moins de 200 000 habitants,.
La commune, bordée par la Manche, est également une commune littorale au sens de la loi du 3 janvier 1986, dite loi littoral. Des dispositions spécifiques d’urbanisme s’y appliquent dès lors afin de préserver les espaces naturels, les sites, les paysages et l’équilibre écologique du littoral, tel le principe d'inconstructibilité, en dehors des espaces urbanisés, sur la bande littorale des 100 mètres, ou plus si le plan local d’urbanisme le prévoit.

### Occupation des sols
L'occupation des sols de la commune, telle qu'elle ressort de la base de données européenne d’occupation biophysique des sols Corine Land Cover (CLC), est marquée par l'importance des territoires agricoles (61,6 % en 2018), en diminution par rapport à 1990 (62,8 %). La répartition détaillée en 2018 est la suivante : 
terres arables (45,1 %), zones urbanisées (25,1 %), zones humides intérieures (11,6 %), zones agricoles hétérogènes (10,8 %), prairies (5,7 %), zones humides côtières (1,7 %). L'évolution de l’occupation des sols de la commune et de ses infrastructures peut être observée sur les différentes représentations cartographiques du territoire : la carte de Cassini (XVIIIe siècle), la carte d'état-major (1820-1866) et les cartes ou photos aériennes de l'IGN pour la période actuelle (1950 à aujourd'hui).

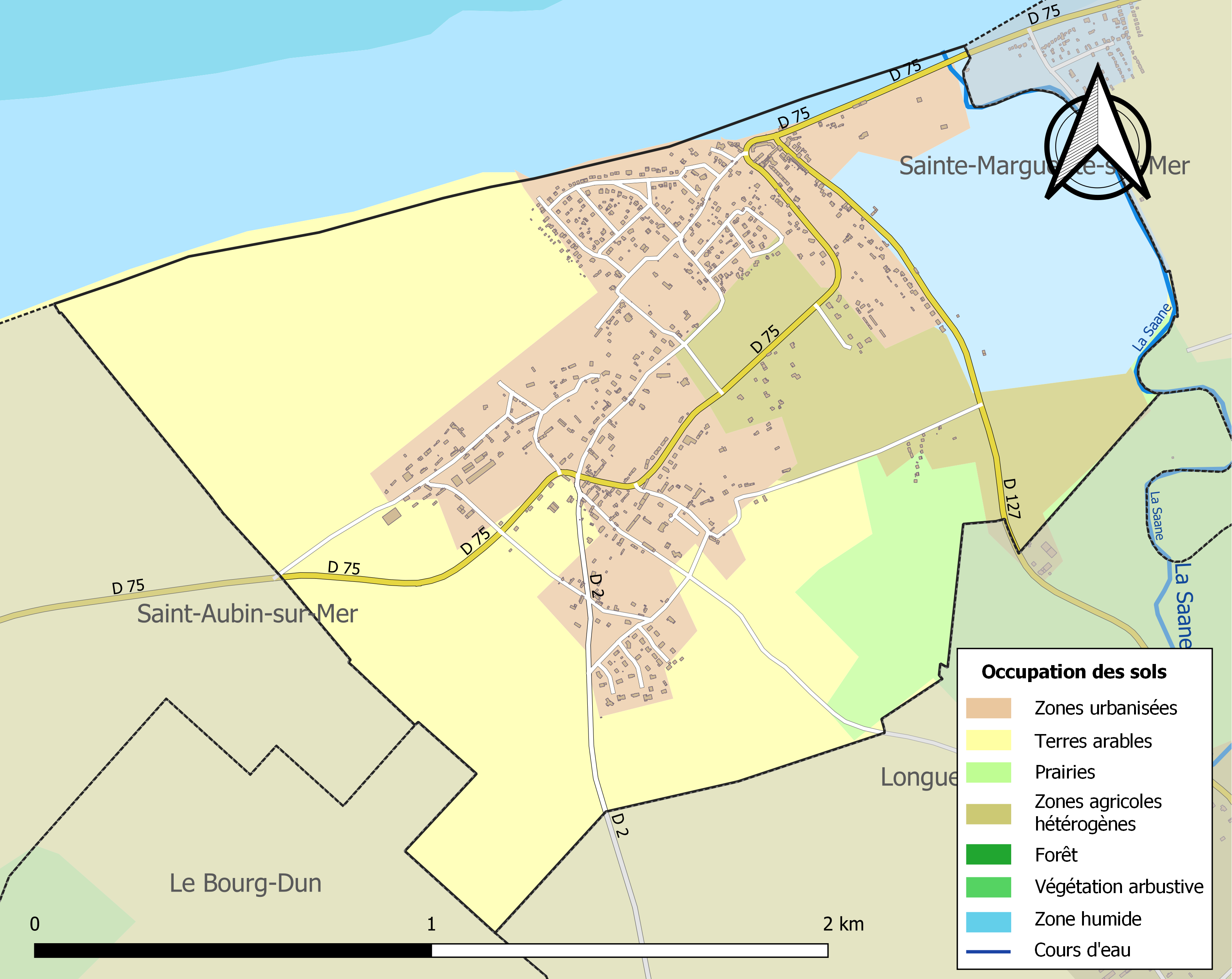
Carte des infrastructures et de l'occupation des sols de la commune en 2018 (CLC).

## Toponymie
Le nom de la localité est attesté sous les formes Ecclessia de Guibervilla vers 1240 ; Apud Gibervillam XIIIe siècle ; Guiberville 1319 ; Guibervilla 1337 (Longnon) ; Quiberville 1380 ; Quiberville sur Saenne en 1397 ; Guiberville en 1398, 1403 ; Quiberville en 1419 ; Eglise de Quimberville sur la mer en 1419 et 1420 ; Guiberville en 1422 ; Guiberville en 1431 (Longnon) ; Saint Valery de Guiberville en 1500 ; Fief de Quiberville en 1503, en 1550 et en 1615 ; Eglise paroissiale de Saint Valery de Quiberville en 1587 ; Seigneurie de la prévôté de Quiberville sur la mer en 1600 ; en 1670 et en 1742 ; Saint Valery de Guibervilleen 1714 ; Guiberville en 1715 (Frémont) ; Quiberville en 1757 (Cassini) ; Guiberville en 1738 (Pouillé).
Guiberville signifie le « domaine de Guibert » de Gislebertus, nom d’un homme germanique et du latin villa (domaine rural).
Jusqu'au 31 décembre 2023, le nom officiel de la commune était Quiberville. À la suite du décret no 2023-1386 du 22 décembre 2023 portant changement du nom de communes, le nom de la commune devient Quiberville-sur-Mer.

## Histoire
« Le Port de Quiberville à 300 toises de la vallée de Saenne, communique à la mer par un chemin praticable aux voiliers en 1762 ».

## Politique et administration
| Période                                  | Période                    | Identité                  | Étiquette | Qualité |
| ---------------------------------------- | -------------------------- | ------------------------- | --------- | --- |
| Les données manquantes sont à compléter. |                            |                           |           | |
| 1795                                     |                            | François Lavenu           |           | |
| 1808                                     |                            | Antoine Leclerc           |           | |
| 1840                                     |                            | Félix Faucon              |           | |
| 1852                                     |                            | Julien-Guillaume Grenet   |           | |
| 1853                                     |                            | Antoine-Thomas Leclerc    |           | |
| 1871                                     |                            | Louis-Henri Leclerc       |           | |
| 1879                                     |                            | Augustin Samson           |           | |
| 1881                                     |                            | Louis-Henri Leclerc       |           | |
| 1882                                     | 1897                       | François-Hippolyte Grenet |           | |
| 1897                                     |                            | Olivier Legras            |           | |
| 1899                                     |                            | Auguste Lavenu            |           | |
| 1900                                     | 1910                       | François-Hippolyte Grenet |           | |
| 1910                                     |                            | Jacques Dumont            |           | |
| 1919                                     |                            | Augustin Guilbert         |           | |
| 1932                                     |                            | Jean-Henri Grenet         |           | |
| 1947                                     |                            | Yvonne Colange            |           | |
| 1953                                     |                            | Léon Guérout              |           | |
| 1953                                     |                            | Yvonne Colange            |           | |
| 1959                                     |                            | Jean Grenet               |           | |
| Les données manquantes sont à compléter. |                            |                           |           | |
| 1983                                     | En cours (au 10 août 2020) | Jean-François Bloc        | UDI - LC  | Retraité Président de la CC Saâne et Vienne (2008 → 2016 ) Vice-président de la CC Terroir de Caux (2017 → ) Conseiller régional de Normandie (2015 → ) Réélu pour le mandat 2020-2026, |

## Démographie
L'évolution du nombre d'habitants est connue à travers les recensements de la population effectués dans la commune depuis 1793. Pour les communes de moins de 10 000 habitants, une enquête de recensement portant sur toute la population est réalisée tous les cinq ans, les populations de référence des années intermédiaires étant quant à elles estimées par interpolation ou extrapolation. Pour la commune, le premier recensement exhaustif entrant dans le cadre du nouveau dispositif a été réalisé en 2005.

En 2022, la commune comptait 544 habitants, en évolution de −1,09 % par rapport à 2016 (Seine-Maritime : +0,35 %, France hors Mayotte : +2,11 %).
| 1793 | 1800 | 1806 | 1821 | 1831 | 1836 | 1841 | 1846 | 1851 |
| ---- | ---- | ---- | ---- | ---- | ---- | ---- | ---- | ---- |
| 282  | 245  | 242  | 335  | 311  | 303  | 621  | 637  | 285  |

| 1856 | 1861 | 1866 | 1872 | 1876 | 1881 | 1886 | 1891 | 1896 |
| ---- | ---- | ---- | ---- | ---- | ---- | ---- | ---- | ---- |
| 297  | 280  | 293  | 242  | 257  | 243  | 240  | 271  | 269  |

| 1901 | 1906 | 1911 | 1921 | 1926 | 1931 | 1936 | 1946 | 1954 |
| ---- | ---- | ---- | ---- | ---- | ---- | ---- | ---- | ---- |
| 279  | 287  | 267  | 243  | 260  | 255  | 241  | 273  | 331  |

| 1962 | 1968 | 1975 | 1982 | 1990 | 1999 | 2005 | 2006 | 2010 |
| ---- | ---- | ---- | ---- | ---- | ---- | ---- | ---- | ---- |
| 405  | 362  | 399  | 427  | 429  | 467  | 506  | 506  | 549  |

| 2015 | 2020 | 2022 | - | - | - | - | - | - |
| ---- | ---- | ---- | - | - | - | - | - | - |
| 547  | 534  | 544  | - | - | - | - | - | - |

## Culture locale et patrimoine

### Lieux et monuments
- Église Saint-Valery
- Hameau Levassor

### Quiberville dans les arts et la culture
Le peintre Henri Rivière a peint plusieurs tableaux représentant Quiberville en 1926 :

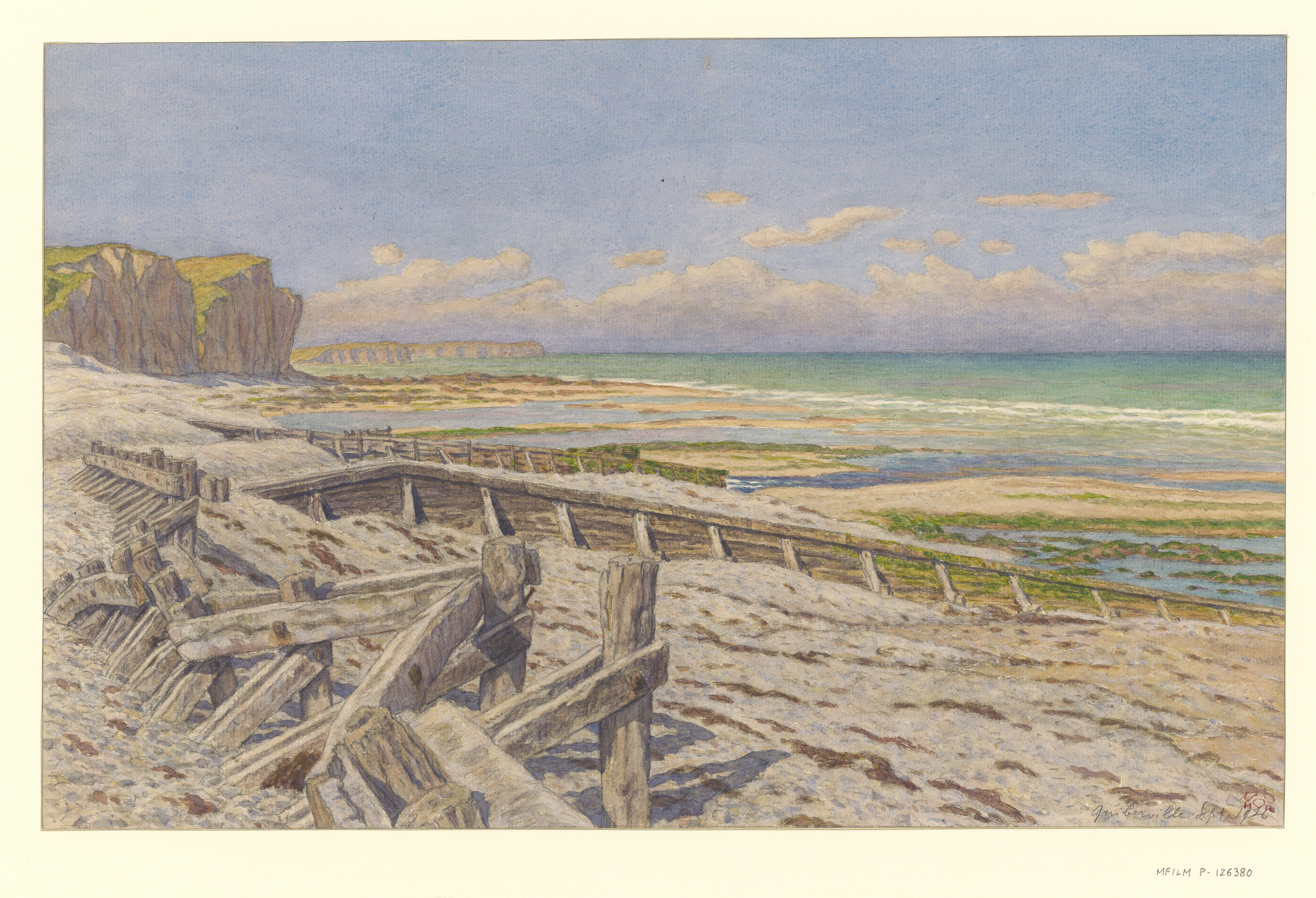
Quiberville (dessin, 1926).
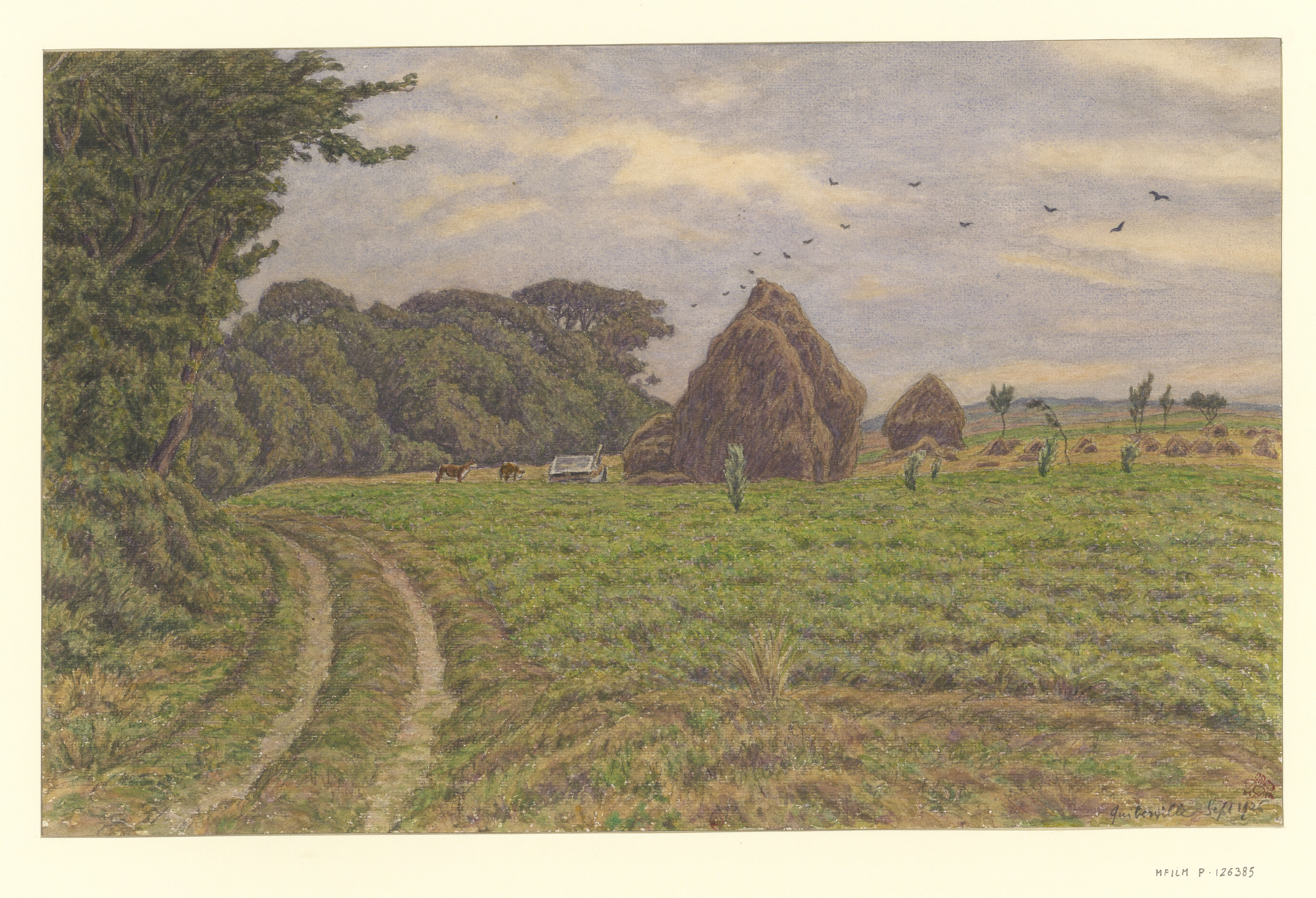
Quiberville (dessin, 1926).
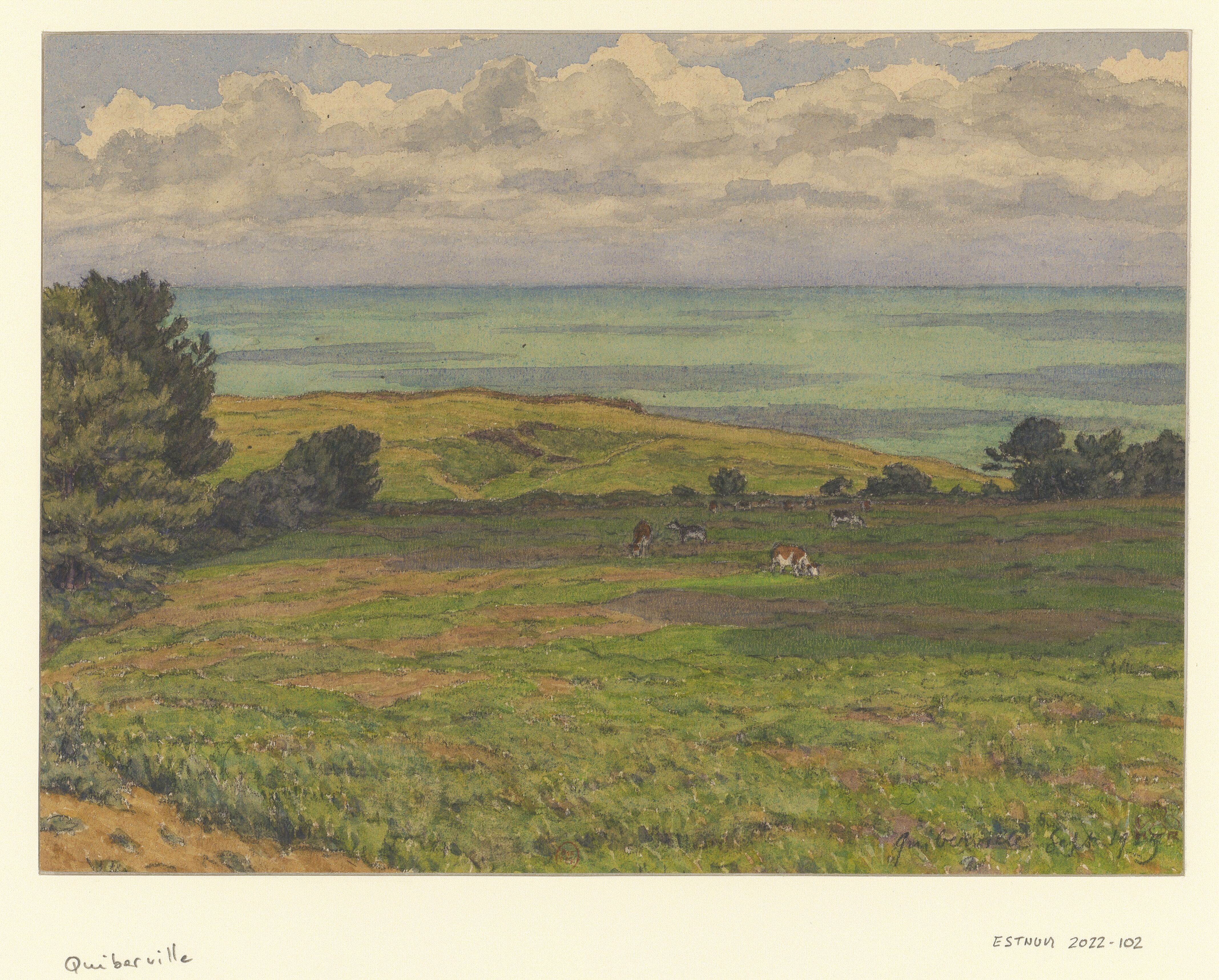
Quiberville (dessin, 1926).
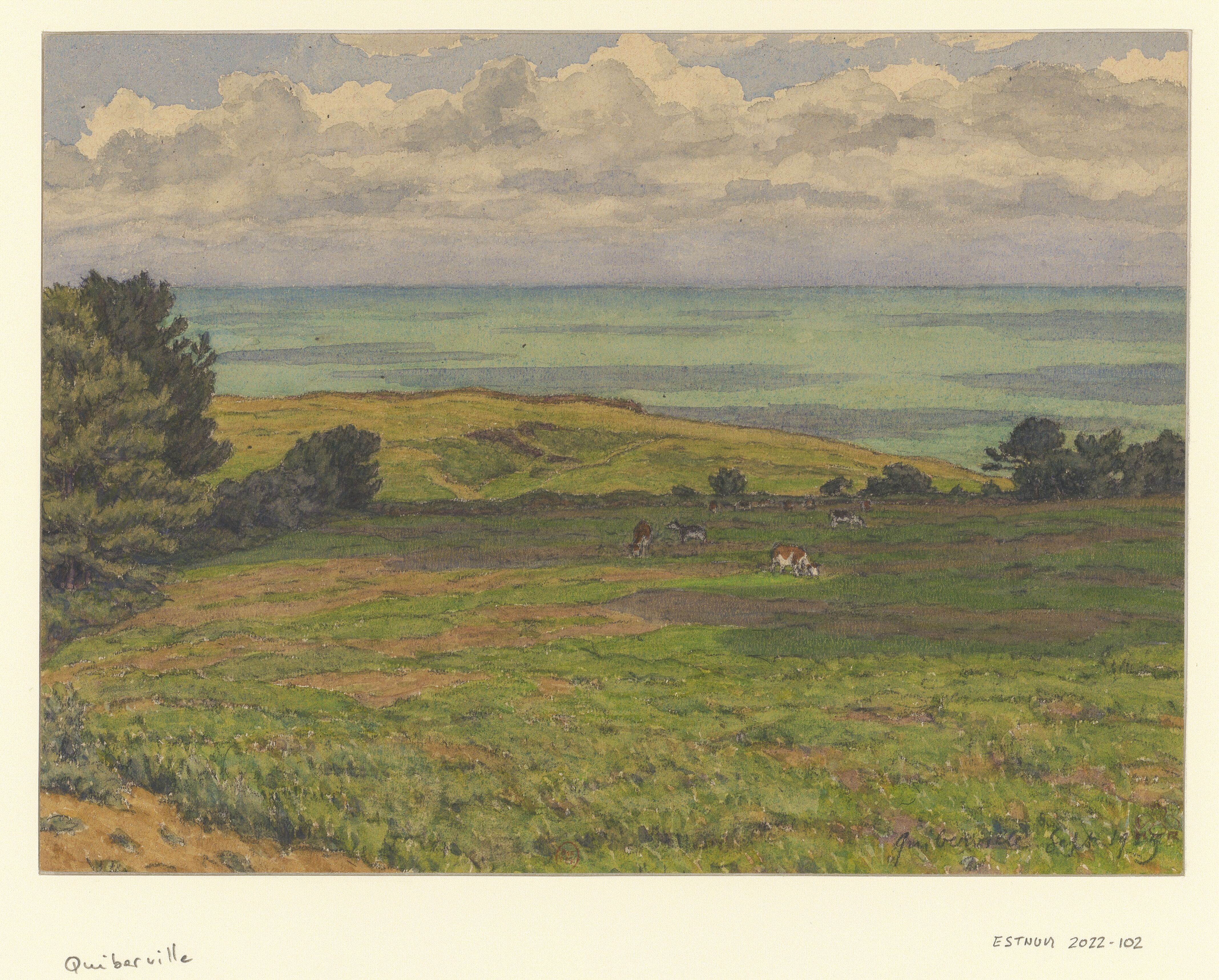
Quiberville (dessin, 1926).

### Personnalités liées à la commune
- Ranavalona III (1861-1917), dernière reine de Madagascar, détronée, passe l'été 1913 à Quiberville[45].
- Jean-François Davy (1945-2025), dont la famille a vécu à Quiberville,  réalisateur, scénariste et producteur de cinéma français, très impliqué dans le genre pornographique, y est inhumé

### Héraldique
| Blason de Quiberville-sur-Mer | Blason  | D’azur à trois navettes de tisserand d’or posées 2 et 1. |
| Blason de Quiberville-sur-Mer | Détails | Le statut officiel du blason reste à déterminer.         |